# Preston Tucker (baseball)
Voir aussi Preston Tucker.
Preston Tucker (né le 6 juillet 1990 à Tampa, Floride, États-Unis) est un joueur de champ extérieur de la Ligue majeure de baseball. Son frère, Kyle, est également joueur professionnel de baseball.

## Carrière
Joueur des Gators de l'université de Floride, Preston Tucker  est repêché à deux reprises : d'abord par les Rockies du Colorado au 16e tour de sélection en 2011, puis par les Astros de Houston, avec qui il signe son premier contrat professionnel après avoir été sélectionné en 7e ronde en 2012.
Il fait ses débuts dans le baseball majeur avec Houston le 7 mai 2015. En 9e manche de ce match, son premier coup sûr dans les majeures, réussi aux dépens du lanceur Huston Street, crée l'égalité 2-2 dans une rencontre que les Astros remportent 3-2 sur les Angels de Los Angeles.
Il dispute 146 matchs des Astros en 2015 et 2016, compilant 17 circuits et 41 points produits. 
Après une saison 2017 jouée en ligue mineure avec les Grizzlies de Fresno, les Astros l'échangent aux Braves d'Atlanta le 20 décembre 2017.